# Harry Potter and the Escape from Gringotts
Harry Potter and the Escape from Gringotts is een stalen draaiende overdekte achtbaan inclusief enkele darkride-onderdelen in het Amerikaanse attractiepark Universal Studios Florida. De achtbaan staat in het themagebied The Wizarding World of Harry Potter en is geopend op 8 juli 2014.

## Geschiedenis
De geschiedenis van de attractie gaat terug naar 2010. Toen verschenen er diverse geruchten en summiere aankondigen dat het themagebied The Wizarding World of Harry Potter een aankondiging zou krijgen. Enkele dagen voor de sluiting van de attractie Jaws: The ride werd bekend dat deze attractie het veld moest ruimen voor iets significants. In 2012 startten de bouwwerkzaamheden, waarna in de maanden die daarop volgden er steeds meer details over de attractie naar buiten kwamen. Uiteindelijk opende de achtbaan 8 juli 2014 tegelijk met de overige uitbreidingen van het themagebied.

## In- exterieur
De omgeving van de attractie is gedecoreerd naar de Wegisweg. Het gebouw van de achtbaan zelf is zowel van buiten als van binnen gedecoreerd naar de bank Goudgrijp. De entree is een blikvanger met name door de achttien meter hoge draak boven op de entree die geregeld vuur spuwt. In de entreehal ziet de bank er vrijwel identiek uit zoals in de films van Harry Potter. In de gehele ruimte bevinden zich animatronics van Kobolden. Achter in de entreehal bevindt zich een lift, waarin een voorshow afgespeeld wordt en bezoekers naar het station gebracht worden.

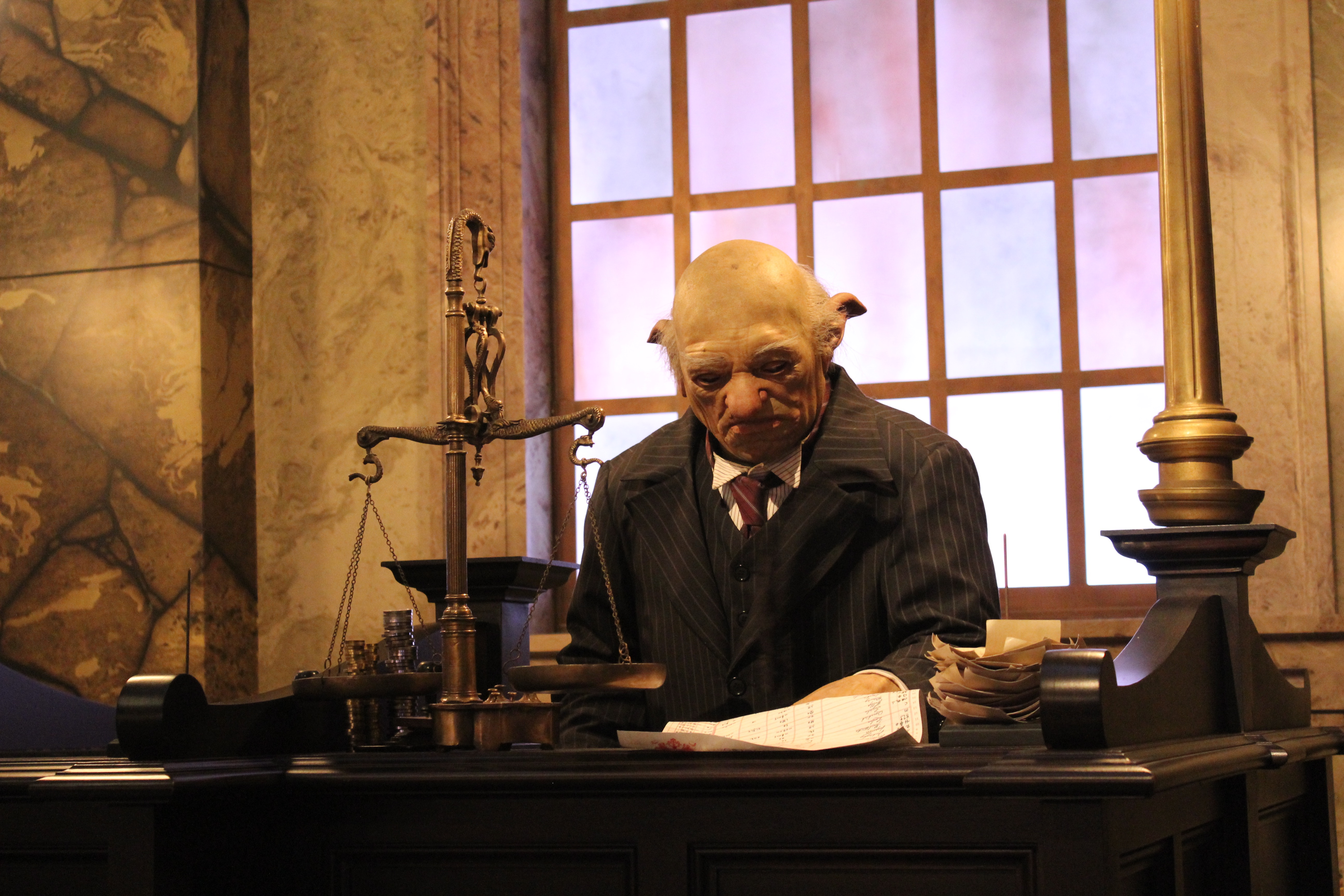
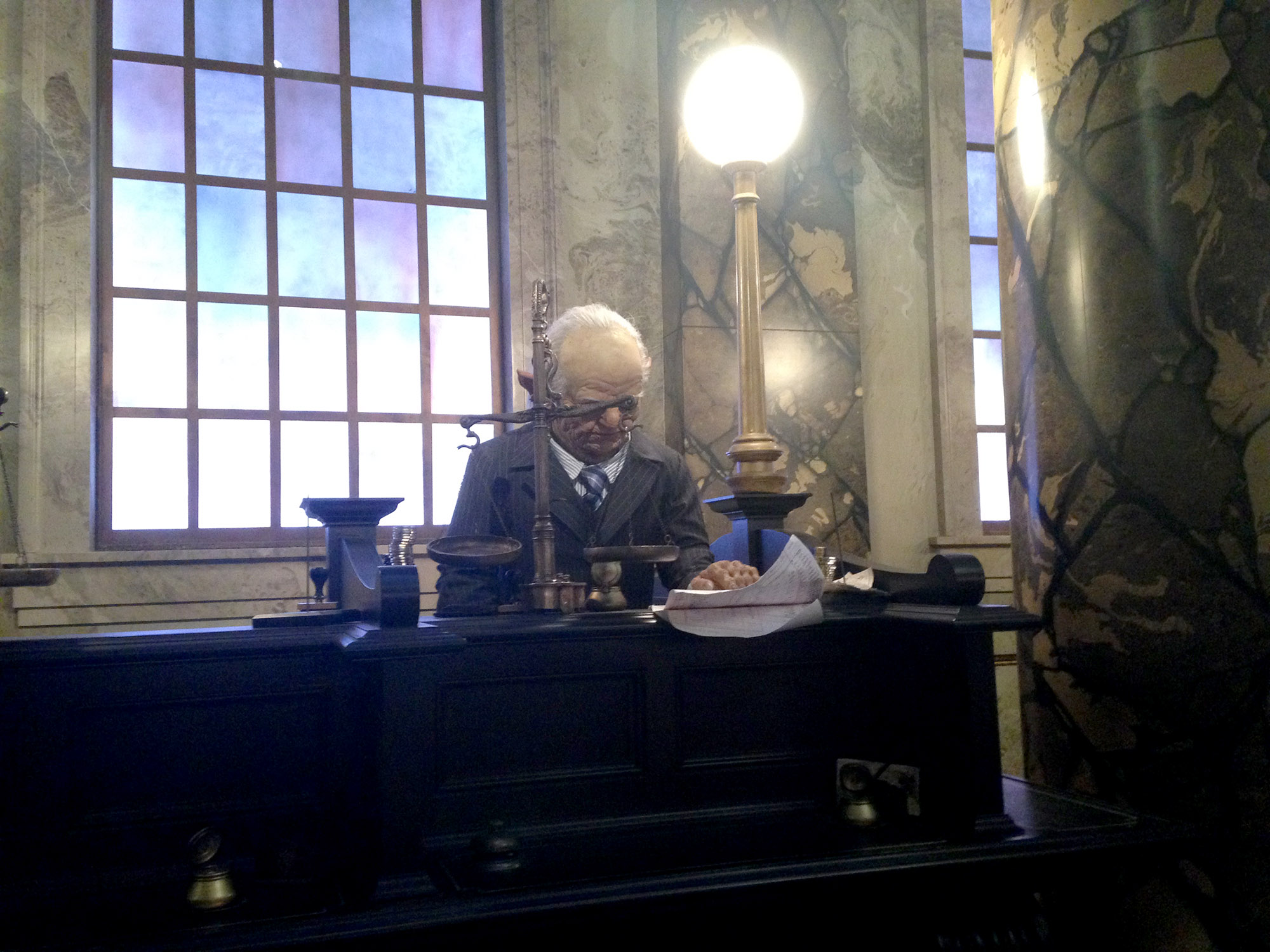
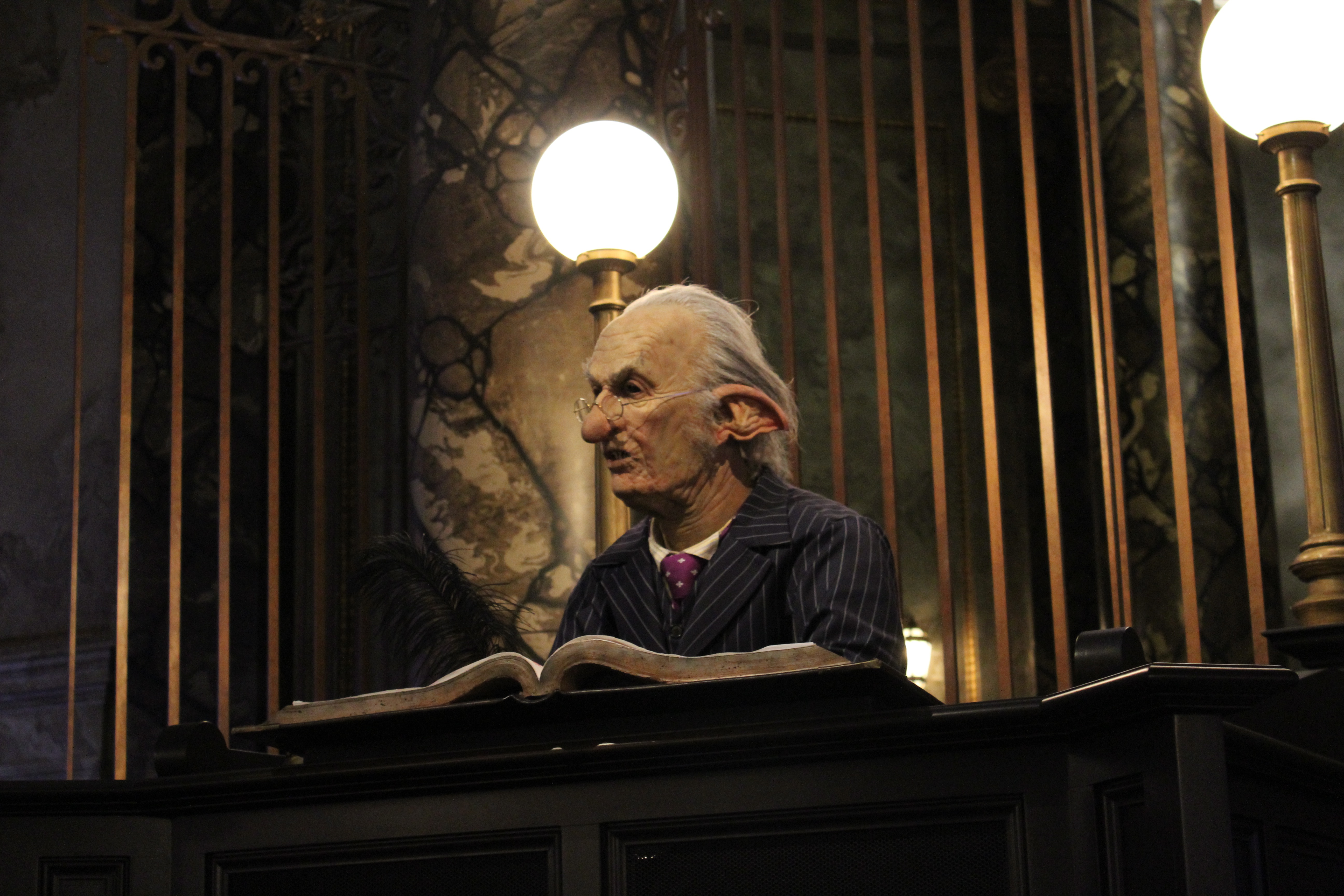
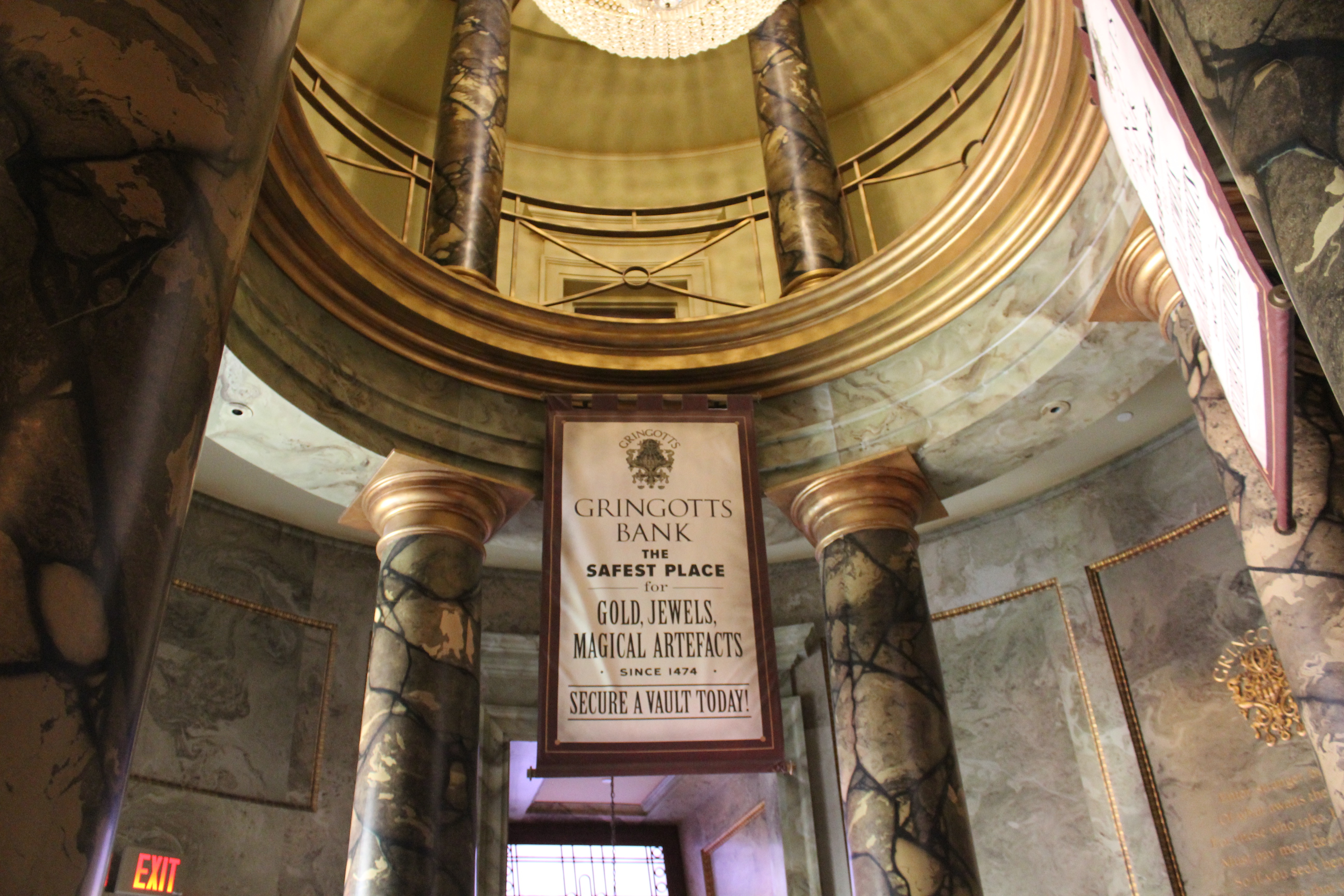

## Rit
Tijdens de circa vijf minuten durende rit wordt het idee gewekt dat de achtbaantrein door de bank Goudgrijp rijdt. Diverse keren worden de treinen stil gezet langs scènes. Tijdens de meeste scènes worden 3D-beelden getoond van onder andere de aanval van Voldemort en een draak. De rit wordt daarbij ondersteunt door speciale effecten en de (draai)bewegingen van de voertuigen.